# 葉煥榮
葉煥榮（Woon Wing Yip），OBE，英國榮業行創辦人，葉氏兄弟企業主席，英國惠東寶同鄉會永遠榮譽會長。

## 生平
祖籍廣東東莞塘廈鎮的客家人葉煥榮生於1937年12月。童年移居香港，中學畢業後，於1959年獨自乘船遠赴英國打拼。 當他到達英國赫爾(Hull)時, 身上只有10英鎊, 在利物浦客家人協會的幫助下，成為一名餐館洗盤子工。1962年，他與兩個朋友合夥，用500英鎊在克莱克顿(Clacton-on-Sea)開了一間海邊茶館。但他漸漸對在深夜酒吧打烊後，匆忙地送咕嚕肉和炒飯感到厭倦。因此，他決心為英國的中餐館供貨，而不是經營餐館，他知道前者比後者更能賺錢。
葉煥榮於1969年搬到伯明翰，創建他的華人雜貨店“榮業行”()，向周邊的華人商家和餐館提供食材。幾十年後的今天，榮業行已發展成華人連鎖超市, 分佈在英國最主要的三大城市倫敦、伯明翰、曼徹斯特，僱員超過300人，為英國2000多家中餐館和零售店提供商品，年營業額達一億英鎊。每個超市的商品都在2500種以上，不僅中式食品，還有中國蔬菜、日泰韓等亞洲食品、自家品牌的中式醬料、速凍食品和廚具等。伯明翰的榮業行總部更是一個集中餐館、診所、會計師事務所、律師事務所等多種服務為一體的商業中心。
2010年，葉煥榮獲英女王頒授OBE勳銜。